# 罗卡迪博泰
罗卡迪博泰（義大利語：Rocca di Botte），是意大利阿奎拉省的一个市镇。总面积29.83平方公里，人口898人，人口密度30.1人/平方公里（2009年）。ISTAT代码为066080。